# Republik Freies Wendland
Die Republik Freies Wendland (auch Freie Republik Wendland) wurde am 3. Mai 1980 durch eine Initiative der Anti-Atomkraft-Bewegung in der Nähe von Gorleben im Wendland (in Niedersachsen) ausgerufen. Sie bestand einen Monat lang als Hüttendorf auf einer Waldlichtung im Bereich der damals noch geplanten Tiefbohrstelle 1004 und wurde am 4. Juni 1980 von Polizei und Bundesgrenzschutz geräumt.

## Vorgeschichte
1973 begann im Auftrag der Bundesregierung die Suche nach einem geeigneten Salzstock als kerntechnisches Endlager für radioaktiven Abfall. Dazu standen in Niedersachsen mehrere Salzstöcke zur Auswahl, darunter auch der Salzstock Gorleben-Rambow. Anfang 1977 entschied sich die Niedersächsische Landesregierung unter Ministerpräsident Ernst Albrecht für geologische Erkundungen in Gorleben. Gegen dieses Vorhaben regte sich im Landkreis Lüchow-Dannenberg schnell Widerstand und es entstanden Vereinigungen, wie die Bürgerinitiative Umweltschutz Lüchow-Dannenberg und die Bäuerliche Notgemeinschaft Lüchow-Dannenberg. Atomkraftgegner führten in der Region bereits im März 1977 eine Großkundgebung auf dem künftigen Baugelände mit etwa 20.000 meist auswärtigen Atomkraftgegnern durch. Weitere Aktionen waren unter anderem ein Sommercamp 1977 in Gorleben und 1979 der Gorleben-Treck nach Hannover. Ab 1979 bereitete die Physikalisch-Technische Bundesanstalt Tiefbohrungen vor, um den Salzstock Gorleben auf seine Eignung zu untersuchen. Die erste Tiefbohrung setzte an der Bohrstelle 1003 am 4. Januar 1980 ein. Gegen die Tiefbohrungen führten örtliche Atomkraftgegner kleinere, aber erfolglose Besetzungsaktionen bei den Waldrodungen an den Tiefbohrstellen 1002 und 1003 durch. Anfang 1980 diskutierten sie öffentlich eine größere Besetzungsaktion mit „mehreren hundert oder tausenden Auswärtigen zusammen mit möglichst vielen Lüchow-Dannenbergern“. Als Ziel nannten sie die Tiefbohrstelle 1004, deren Einrichtung für Mai 1980 vorgesehen war. In der Folge riefen sie zu einer Großdemonstration auf und setzten den Plan um.

## Besetzung

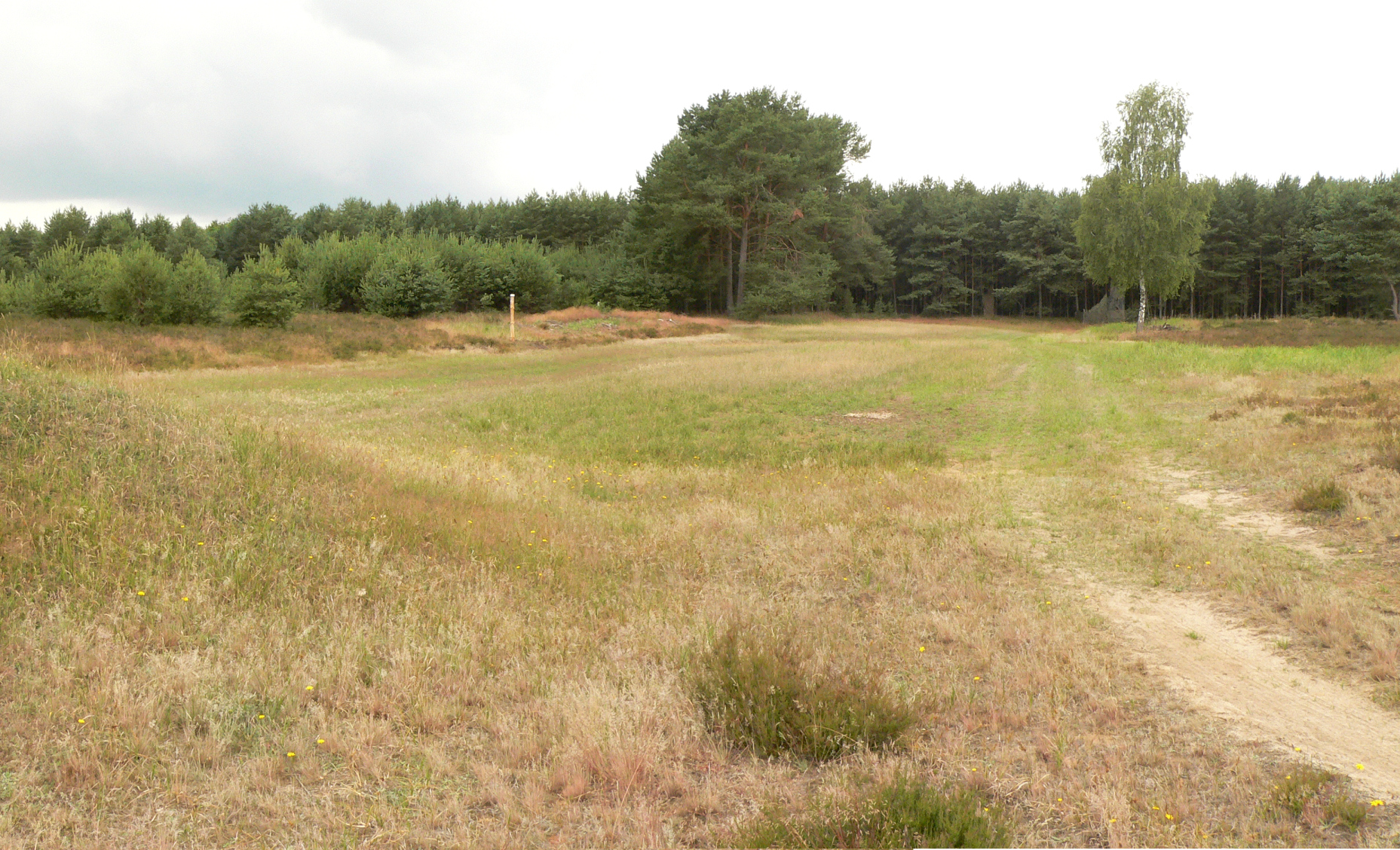
Blick auf das Areal des einstigen Hüttendorfs und der späteren Tiefbohrstelle 1004, 2015

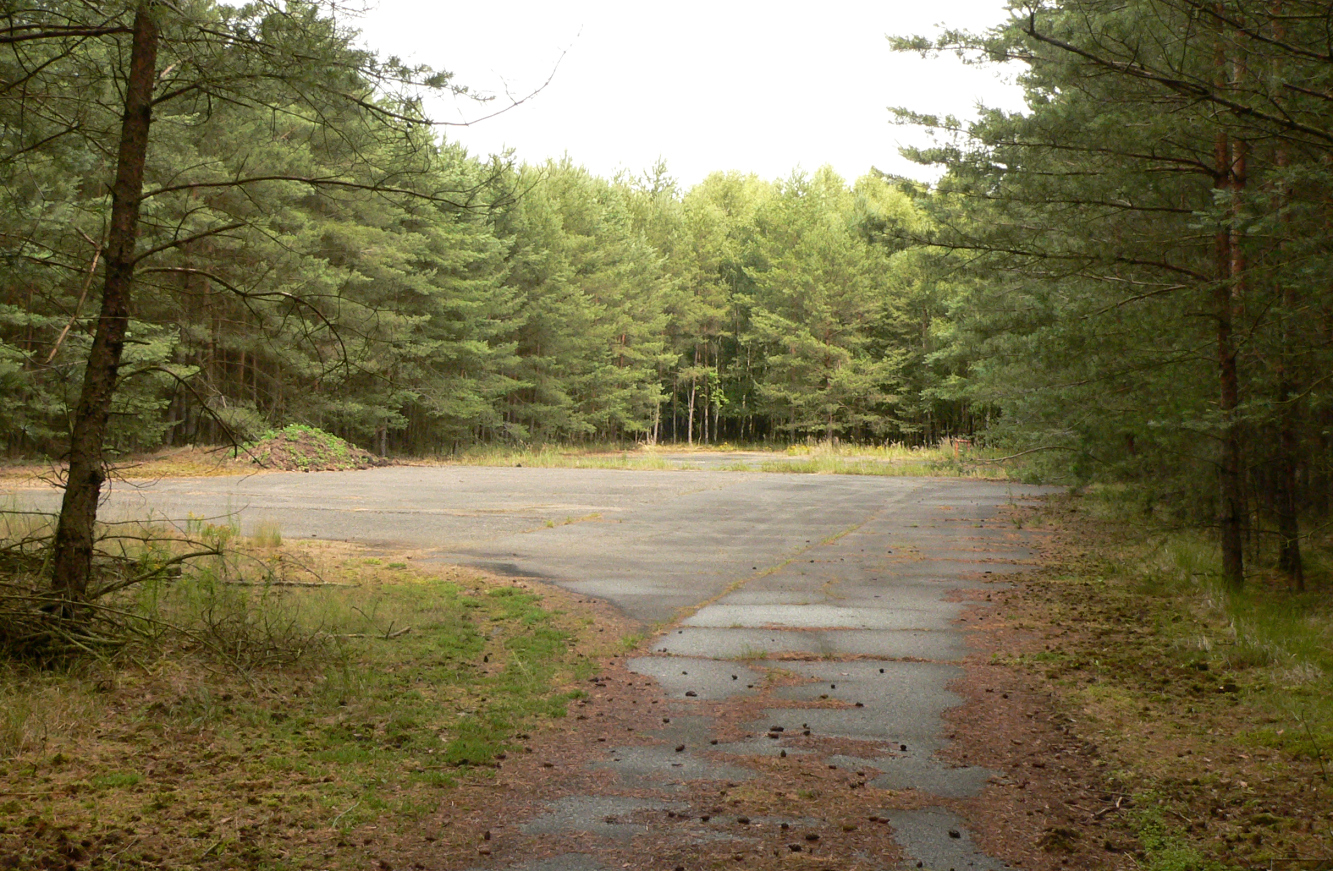
Die asphaltierte Tiefbohrstelle 1004 in jungem Nadelwald, 2015

Der eigentlichen Platzbesetzung ging Mitte April 1980 eine kleinere Besetzungsaktion durch rund 20 Atomkraftgegner voraus, die einige Hütten und Zelte auf dem Gelände der geplanten Tiefbohrstelle 1004 aufgestellt hatten. Die Bürgerinitiative Umweltschutz Lüchow-Dannenberg war mit dieser Art der Besetzung nicht einverstanden und plante zu diesem Zeitpunkt eine Bohrstellenbesetzung ab dem 15. Mai 1980. Die Besetzer verließen das Gelände nach rund einwöchiger Besetzungsdauer, als die Polizei ihnen eine strafrechtliche Verfolgung wegen Hausfriedensbruchs androhte.
Die Besetzung erfolgte am 3. Mai 1980 im Rahmen einer Demonstration unter dem Motto Kampftag der Wenden, an der sich rund 5000 Atomkraftgegner beteiligten. Sie waren aus dem gesamten Bundesgebiet angereist und hatten Zelte sowie Baumaterialien bei sich. Der Demonstrationszug führte zum Gelände der geplanten Tiefbohrstelle 1004 am Rande eines weitläufigen Kiefernwaldgebietes zwischen den Dörfern Gorleben und Trebel. Die Demonstranten besetzten das Gelände, um gegen weitere Tiefbohrungen für den Bau des Atommülllagers Gorleben zu protestieren. Mit der Besetzung rief das sogenannte „Untergrundamt Gorleben-Soll-leben“ aus den Reihen der Atomkraftgegner die Republik Freies Wendland als eigenen Staat aus. Sprecherin war Rebecca Harms. Der niedersächsische Innenminister Egbert Möcklinghoff sprach im Zusammenhang mit der Ausrufung von Hochverrat.
Das Gelände der Tiefbohrstelle 1004 liegt nahe einem Waldweg mit der Bezeichnung Mastenweg. Es handelte sich 1980 um eine 16 km² große Brachfläche, auf der im Sommer 1975 der Wald nach einer Brandstiftung durch den Brand in der Lüneburger Heide vernichtet worden war. Das Freigelände bestand 1980 noch aus verbrannten Baumresten auf sandigem Boden. Innerhalb eines etwa 300 × 400 Meter großen Bereichs errichteten die Besetzer am Standort der geplanten Tiefbohrstelle 1004 in den folgenden Tagen ein provisorisches Hüttendorf mit etwa 120 Hütten aus Holz und Lehm, das im Sprachgebrauch der Besetzer die Bezeichnung „Hüttendorf 1004“ oder „auf 1004“ trug. Das „Dorf“ wurde in der Art der im Wendland weit verbreiteten Siedlungsform des Rundlings mit Hütten um einen runden Platz angelegt. Unter den Bauten fanden sich Ansätze für alternative Architektur und ökologisches Bauen, zum Beispiel durch Strohballenhütten und Energiesparhütten mit einer Heizung aus Flaschen. Es bestanden zahlreiche Gemeinschaftseinrichtungen, wie Großküche, Kirche, Krankenstation, Toilettenanlage, Badeanstalt, Frisiersalon und Mülldeponie. Das größte Gebäude war das achteckige Freundschaftshaus mit einem Durchmesser von 37 Metern, das rund 400 Personen Platz bot. Es war das einzige nach Plan errichtete Gebäude, dessen Bretter und Balken zuvor zurechtgesägt waren. Die Statik und die Dachkonstruktion hatten Hamburger Architekturstudenten so berechnet, dass sich gleichzeitig mehr als hundert Leute auf dem Dach aufhalten konnten. An Sanitäreinrichtungen gab es eine Sauna und Badehütten. Wasser wurde durch einen Windrad-betriebenen Tiefbrunnen gefördert und mit einer Solar-Warmwasseranlage erwärmt.
Am Zufahrtsweg zur sogenannten Republik wurde eine Hütte als Grenzübergangsstation mit Schlagbaum angelegt, über der Flaggen mit dem Wendenwappen und der Anti-AKW-Sonne angebracht waren. Gegen eine Gebühr von 10 DM wurde im nebengelegenen Informationshaus ein sogenannter Wendenpass ausgestellt und mit einem Einreisestempel versehen. Der Pass war nach eigenen Worten der Besetzer gültig „für das gesamte Universum […] so lange sein Inhaber noch lachen kann.“

## Gemeinschaftsleben
Die wochentags etwa 500 ständigen Besetzer organisierten während der 33-tägigen Besetzungsdauer ihr Gemeinschaftsleben auf basisdemokratischer Grundlage. Sie bildeten einen Sprecherrat und trafen Entscheidungen in regelmäßig stattfindenden Plena. Die Besetzung übte vor allem auf junge Menschen eine große Faszination aus. Im Nachhinein lobten die Besetzer den menschlichen Zusammenhalt der Dorfgemeinschaft und die Möglichkeit, eine Utopie zu leben. Andere fühlten sich an das Woodstock-Festival von 1969 erinnert oder empfanden Ferienlager- bzw. Lagerfeuerromatik. Bezüglich einer möglichen Räumung durch die Polizei bestand weitgehend Konsens über passiven Widerstand. Allerdings widersprachen dem einige militantere Besetzer. An den Wochenenden kamen bis zu 5000 Personen auf das besetzte Gelände, die durch die Berichterstattung in den Medien neugierig geworden waren. Darunter waren Sympathisanten und Schaulustige sowie Prominente, wie der damalige Vorsitzende der Jusos Gerhard Schröder, der mit 300 Delegierten eines Juso-Bundeskongresses aus Hannover angereist war. Andere bekannte Besucher und Bewohner waren der Widerstandskämpfer Heinz Brandt, die Liedermacher Walter Mossmann und Wolf Biermann, der Fotograf Günter Zint und der spätere SPD-Politiker Jo Leinen sowie der Schriftsteller Klaus Schlesinger und der CDU-Bundestagsabgeordnete Herbert Gruhl. Begleitet war die Besetzung von zahlreichen Veranstaltungen. Sie fanden in dem großen Freundschaftshaus oder auf dafür eingerichteten Bühnen statt. Es wurden Vorträge, Diskussionsrunden, Lesungen, Rockkonzerte oder auch Puppentheatervorstellungen angeboten. Von Anwohnern aus der Region erhielten die Besetzer tatkräftige Unterstützung und wurden mit Bauholz sowie Lebensmitteln versorgt. Am 18. Mai 1980 ging auf einem Turm des besetzten Geländes der Piratensender Radio Freies Wendland auf Sendung.

## Räumung

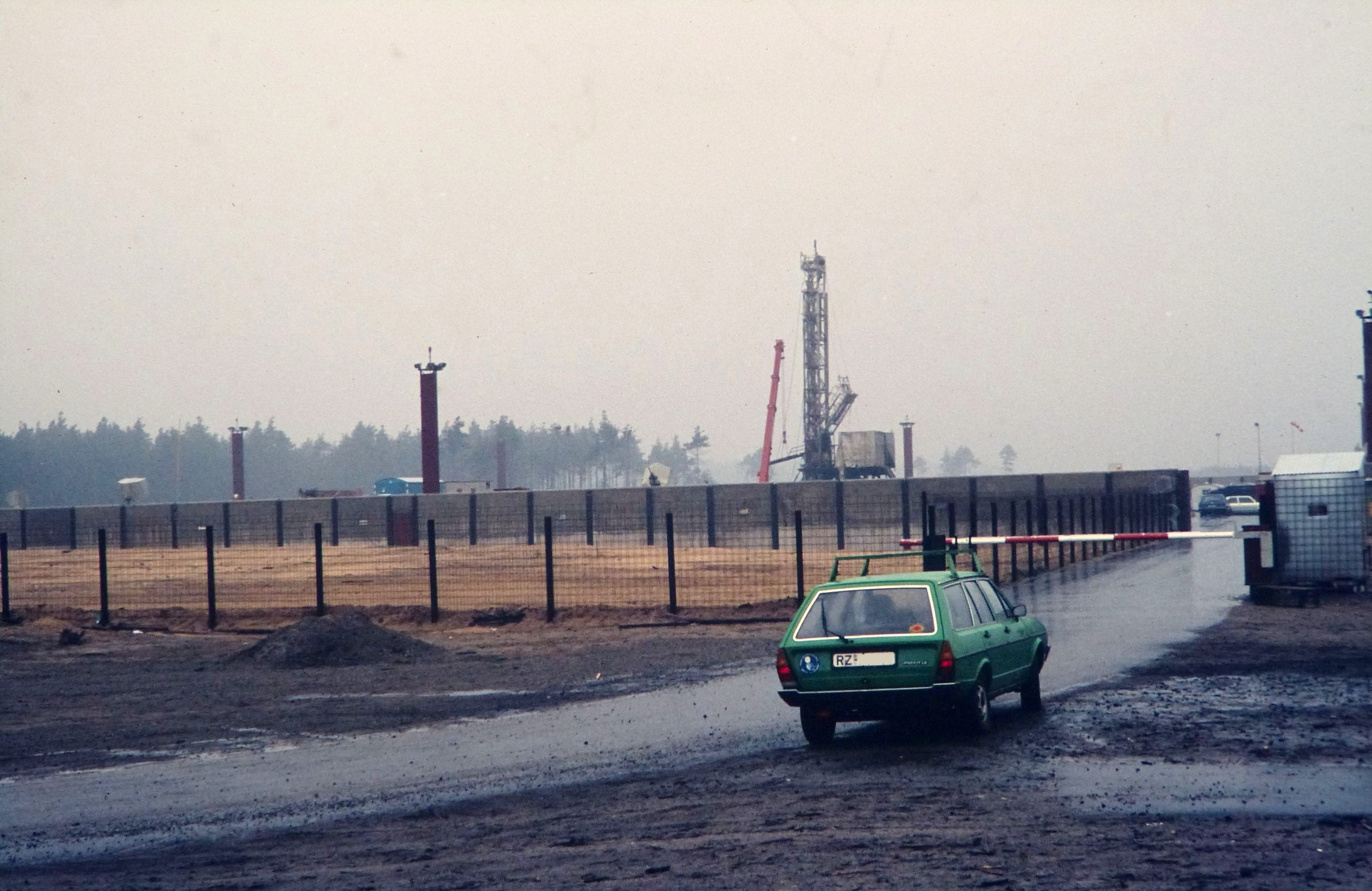
Die nach der Räumung des Hüttendorfes entstandene Tiefbohrstelle 1004 im Juli 1980

Am Morgen des 4. Juni 1980 wurde das Gelände durch die niedersächsische Polizei mit Unterstützung anderer Länderpolizeien und des Bundesgrenzschutzes geräumt. Etwa 3500 Beamte nahmen laut Mitteilung des Niedersächsischen Innenministeriums an dem Einsatz teil, anderen Berichten zufolge waren es über 6000 Einsatzkräfte. Rechtsgrundlage für die Räumung waren Verstöße der Besetzer gegen verschiedene Nebengesetze, wie das Landeswaldgesetz, die Bauordnung, das Feld- und Forstordnungsgesetz und das Bundesmeldegesetz. Auch befürchteten die Behörden eine Wiederholung der Waldbrandkatastrophe von 1975, da wegen der hohen Temperaturen von bis zu 30 Grad eine hohe Waldbrandgefahr bestand. Zudem stand das besetzte Gelände im Eigentum der Deutschen Gesellschaft für Wiederaufarbeitung von Kernbrennstoffen (DWK).
Die zum Räumungszeitpunkt etwa 2500 anwesenden Besetzer hatten sich auf dem Dorfplatz eng hockend zu einer Sitzblockade versammelt. Gegen die Räumung leisteten sie, wie angekündigt, passiven Widerstand und viele Besetzer mussten von Polizeibeamten weggetragen werden. Die Räumung ging einigen Berichten zufolge weitgehend friedlich vonstatten, während anderen Schilderungen nach die Platzbesetzer „mit zum Teil brutaler Härte ... davongeschleppt, geschleift, gestoßen“ worden seien.  Der Piratensender Radio Freies Wendland berichtete von einem Turm des Geländes den ganzen Tag über die Räumung. Nach deren Abschluss dankte die Polizei den Demonstranten über eine Lautsprecherdurchsage für deren Gewaltlosigkeit.
Noch am 2. Juni 1980 hatten der Bremer Publizist Walther Soyka und 15 weitere Bürger eine Unterschutzstellung des Hüttendorfes als lebendes „Kulturdenkmal 1004“ beantragt, um eine Räumung zu verhindern. Auch stellten sie einen Antrag auf Erlass einer einstweiligen Anordnung, dass die Anlage bis zu einer Entscheidung nicht beseitigt werden dürfe. Das Verwaltungsgericht Braunschweig und das Oberverwaltungsgericht Lüneburg lehnten eine Einstufung wegen fehlender Denkmaleigenschaft ab.

## Folgeaktionen und weitere Standorte
Deutschlandweit kam es aufgrund der Räumung in etwa 80 Orten zu Solidaritäts- und Protestaktionen. Sie stellten sich als Demonstrationen, Verkehrsblockaden, Flugblattverteilungen, Plakatierungen, aber auch als Besetzungen von Rathäusern, Kirchen und Plätzen dar. In Heilbronn besetzten Atomgegner die Kilianskirche. In einigen Orten wurden symbolisch Botschaften der „Republik Freies Wendland“ eröffnet (Gifhorn, Hamburg, Hildesheim, Krefeld), Bohrstellen eingerichtet und Bäume gepflanzt.
Im Bremer Stadtteil Mitte errichtete im Juni 1980 eine kleine Gruppe von etwa 30–50 Besetzern zunächst ein Zeltlager und später auf dem Präsident-Kennedy-Platz eine feste Hütte aus Holzstämmen mit Grasdach als symbolische Botschaft der „Republik Freies Wendland“. Mit der Stadt Bremen wurde ein Duldungsvertrag ausgehandelt, so dass die Gruppe dort etwa ein Jahr bleiben konnte. Nach Räumung des Lagers blieb die Hütte noch eine Zeitlang als Erinnerung an die „Republik Freies Wendland“ bestehen. Reste davon in Form einer Holzbohle mit der Inschrift „Botschaft der Republik Freies Wendland“ mit einer „Anti-AKW-Sonne“ und dem Datum „4.6.80“ tauchten 2018 in Jeebel bei Bremen auf, als um Holzspenden zum Bau von Ruhebänken aufgerufen wurde. Die Bohle wurde dem Gorleben-Archiv in Lüchow zur Verfügung gestellt.

## Archäologische Untersuchungen

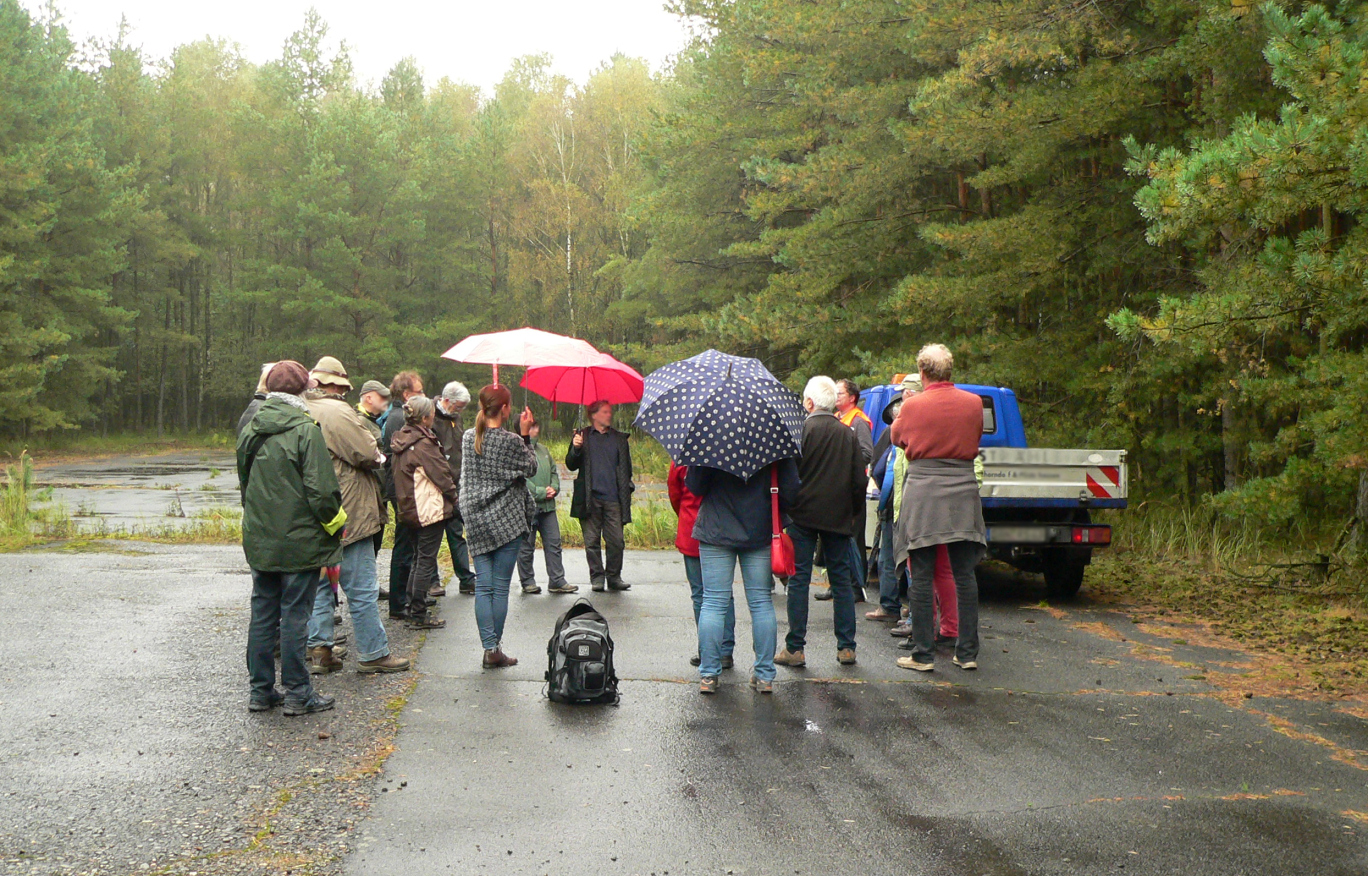
Archäologische Exkursion zur ehemaligen Tiefbohrstelle 1004, wo sich 1980 das Protestcamp befand, 2017

Nach der Räumung des Protestcamps 1980 wurde auf einer Fläche von vier Hektar die Tiefbohrstelle 1004 eingerichtet und analog zu den Tiefbohrstellen 1002 und 1003 festungsähnlich ausgebaut. Dazu gehörten Zaun, Graben, eine sechs Meter hohe Betonmauer, Flutlichtmasten und Wasserwerfer.
Wegen des schweren Geräts erhielt die Bohrstelle einschließlich der Zufahrtswege eine Asphaltdecke. Mit ihrer Aufgabe in den 1980er Jahren wurde das Areal wieder frei zugänglich und das Umfeld wurde aufgeforstet. Heute (2017) ist das Areal des früheren Protestcamps größtenteils mit jüngerem Nadelwald bestanden, während etwa fünf Prozent von der Asphaltfläche der einstigen Tiefbohrstelle bedeckt sind.
2016 gab der Archäologe Attila Dézsi vom Archäologischen Institut der Universität Hamburg bekannt, dass er bis 2018 das Gelände des früheren Protestdorfes der „Republik Freies Wendland“ wissenschaftlich untersuche. Die Untersuchungen galten der Rekonstruktion des Camps und der Erforschung des vierwöchigen Alltagslebens der Besetzer. Sie beinhalteten unter anderem Auswertungen von Bild-, Schrift und Tonquellen, geophysikalische Prospektionen sowie Ausgrabungen. In den Forschungsprozess wurden Anwohner und Zeitzeugen aktiv einbezogen.
Bei der ersten Begehung des Geländes im Frühjahr 2017 unter Mitwirkung von Sondengängern wurden 450 Gegenstände gefunden, die zu etwa zwei Dritteln aus der Zeit um 1980 stammen. Die erste Ausgrabungskampagne fand im Oktober 2017 statt, eine weitere folgte Anfang 2018. Bei den Untersuchungen handelte sich um das erste Projekt zeitgeschichtlicher Archäologie zur Alltagskultur des späten 20. Jahrhunderts im deutschsprachigen Raum.

## Rezeptionen

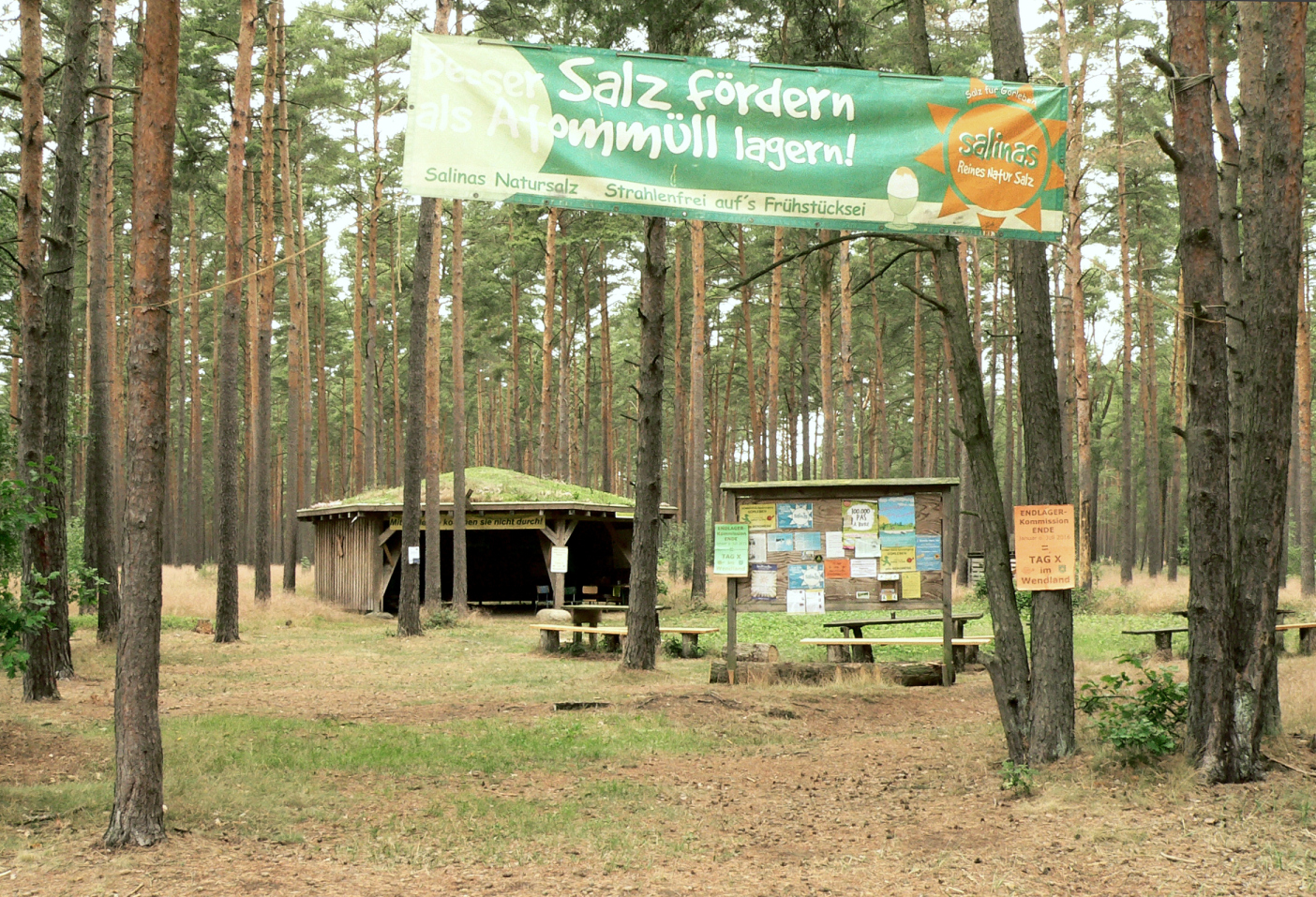
Die im Jahr 2010 bei Gorleben errichtete Schutzhütte, in Anlehnung an das 30 Jahre zuvor bestehende Hüttendorf

Atomkraftgegner betrachten bis heute die rund vierwöchige Besetzung des Bohrgeländes mit der Ausrufung der Republik Freies Wendland im Jahre 1980 als prägendes Ereignis in der Geschichte des Widerstandes gegen Atomkraft und stellen dies entsprechend dar. Noch heute verwenden Atomkraftgegner im Wendland den Begriff der „Republik Freies Wendland“. Nach wie vor ist das grüne Wappen, vor allem im Wendland, ein Symbol der Anti-Atomkraftbewegung. Es kann als Flagge an vielen Orten erworben werden. Der Wendenpass mit Stempel wird in einigen Protestcamps gelegentlich angeboten.
2006 wurde eine fünfseitige Bekanntmachung der Republik Freies Wendland gegen Atomwirtschaft und Polizeiwillkür als Anzeige in einem Lokalblatt veröffentlicht.
Zum 30. Jahrestag der Räumung kam es vom 4. bis 6. Juni 2010 zu einem Gedenk- und Protestwochenende an den Atomanlagen bei Gorleben, an dem sich etwa 800 Menschen beteiligten. Dabei wurde von Angehörigen der Bäuerlichen Notgemeinschaft in Sichtweite des „Erkundungsbergwerks“ eine „Schutzhütte“ im Wald eingeweiht, die auch der Erinnerung an das Hüttendorf der Republik Freies Wendland dient.

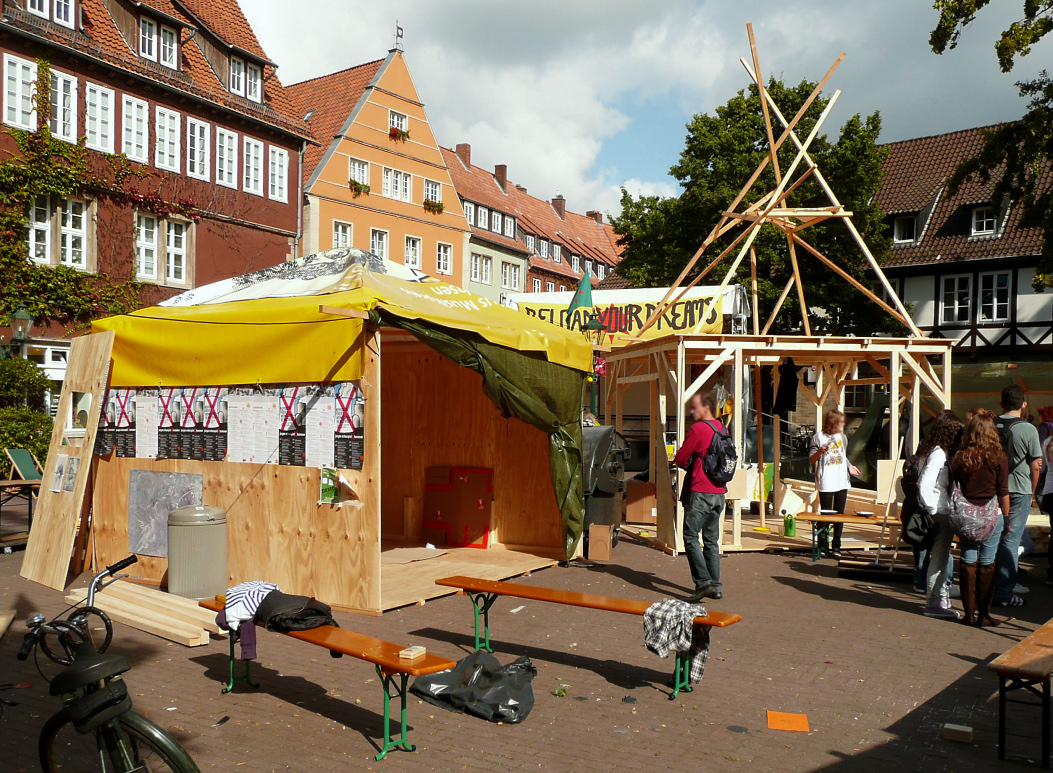
Das neun Tage lang im September 2010 bestehende Hüttendorf in Hannover

In Anlehnung an den 30. Jahrestag der Räumung initiierte der Regisseur Florian Fiedler mit dem Schauspielhaus Hannover vom 17. bis 26. September 2010 das Theaterprojekt Republik Freies Wendland – Reaktiviert. Dazu bauten etwa 50 Schüler, vor allem der IGS Roderbruch, und 25 Erwachsene auf dem Ballhofplatz in Hannover ein Hüttendorf nach dem Vorbild von 1980 auf. Vor Ort fanden Theateraufführungen, wie etwa Figurentheater vom Bread and Puppet Theater, Konzerte, Vorträge und Diskussionen zum Thema Atomkraft, statt. Den Auftakt machte die Band Ton Steine Scherben, die Abschlussdiskussion führte der Soziologe Oskar Negt. Größere mediale Beachtung bekam dieses Projekt durch einen Tortenwurf auf den Grünen-Politiker Jürgen Trittin während einer Podiumsdiskussion
mit der Umweltaktivistin Hanna Poddig. Nach neun Tagen wurde das Dorf wieder abgebaut. Eine Holzhütte holte die Bürgerinitiative Umweltschutz Lüchow-Dannenberg ab, um sie im Wendland für Atomkraftgegner zu nutzen. Im Nachgang zum Theaterprojekt stellte im November 2010 der Landtagsabgeordnete Jens Nacke (CDU) unter dem Tenor „Republik Freies Wendland – Reaktiviert“ – Außer Spesen nichts gewesen?  eine Kleine Anfrage mit 20 Fragen an die Niedersächsische Landesregierung.
Anfang 2015 stellte die Bürgermeisterin der Stadt Dannenberg, Elke Mundhenk, für den US-amerikanischen Whistleblower Edward Snowden einen „Wendenpass“ der Republik Freies Wendland aus und überreichte ihn dem Bundestagsabgeordneten Konstantin von Notz. Er gehört dem NSA-Untersuchungsausschuss an und setzt sich für die Gewährung von Asyl für Snowden in Deutschland ein.

## Audio
- Rosa Hannah Ziegler: 40 Jahre Freie Republik Wendland – Ausgrabung einer Utopie, Deutschlandfunk Kultur, Feature vom 2. Mai 2020